# Earthworm Jim
Earthworm Jim ist eine Jump ’n’ Run Computerspiel-Reihe, die sich um den gleichnamigen Videospielhelden dreht. Der Regenwurm Jim wird unerwartet zum Superhelden, als plötzlich ein unzerstörbarer High-Tech-Raumanzug aus dem Weltraum auf ihn fällt. 

## Videospiele
Erfunden wurde der Charakter 1993 von Doug TenNapel, das originale Spiel erschien 1994 zunächst für das Sega Mega Drive und für den Super Nintendo. 
Das Jump ’n’ Shoot machte in erster Linie durch seinen bizarren Humor und die aufwändigen Animationen auf sich aufmerksam und konnte durchgehend gute Bewertungen in den Fachzeitschriften erringen. Auf diesen Erfolg hin folgten Konvertierungen für das Sega Game Gear und den Game Boy, später erschien sogar eine erweiterte Fassung für das Sega Mega-CD, die auch für Windows-PCs umgesetzt wurde. 2001 erschien schließlich eine Fassung für den Game Boy Advance.
Schon das darauffolgende Projekt Shinys war der Nachfolger Earthworm Jim 2, der wieder auf Mega Drive und Super Nintendo erschien – eine in grafischer und musikalischer Hinsicht verbesserte Version erschien später für den Sega Saturn. Der zweite Teil entfernte sich in großen Teilen vom Spielprinzip des Vorgängers und wirkte insgesamt wie eine Spielesammlung verschiedenster Genres.
Erst 1999 erschien mit Earthworm Jim 3D der dritte Teil. Dieser wurde von VIS Entertainment entwickelt und erschien für PlayStation, Nintendo 64 und Windows-PCs.
Atari SA plante ein Remake des ersten Teils für die PSP, das 2007 erscheinen sollte, aber eingestellt wurde.
Interplay gab bekannt, dass sie in Zusammenarbeit mit dem Schöpfer des Regenwurmes an einem vierten Teil der Earthworm-Jim-Serie arbeiten. Leider gab es keine Informationen bzgl. Plattformen und Erscheinungstermin.
Das neuste Abenteuer entsteht in Zusammenarbeit mit Douglas TenNapel, welcher als kreativer Berater fungiert.
Gameloft gab im August auf der Gamescom 2009 in Köln bekannt, dass man mit Interplay ein Abkommen über mehrere Jahre vereinbart hat, das dem Studio erlaubt, Earthworm-Jim-Spiele zu entwickeln und zu vertreiben. Im Oktober 2009 veröffentlichte man schließlich eine Portierung für iPhone und iPod touch in Apples App Store, für die man den Soundtrack optimiert hat und den Spielabschnitten mit dem Ritt auf der Rakete die Steuerung mittels Bewegungssensors einführte. 
Das erste Spiel wurde bereits Ende des Jahres als Xbox Live Arcade, PlayStation Network und WiiWare-Titel veröffentlicht, wobei die Xbox-360-Version einen Monat vor den anderen beiden erschien. Es handelt sich hierbei um ein Remake des 1994 für Super Nintendo und Sega Mega Drive erschienenen Wurm-Klassikers.
Am 23. April 2010 wurde das Spiel für Nintendos Downloadservice DSiWare veröffentlicht. Bei dieser Version wurde ein Minispiel integriert, bei dem das Gesicht des Spielers mit Hilfe der Kamera analysiert wird. Der Spieler muss Grimassen schneiden und kann damit Boni erhalten.
Earthworm Jim HD wurde am 9. Juni 2010 für Xbox 360 sowie am 3. August 2010 für PlayStation 3 veröffentlicht. Das Remake des ersten Teiles bietet eine verbesserte, höher aufgelöste Grafik.
Earthworm Jim 1, 2 und 3D ist über Steam und auch über den DRM-freien Downloadanbieter Good Old Games verfügbar.

## Referenzen

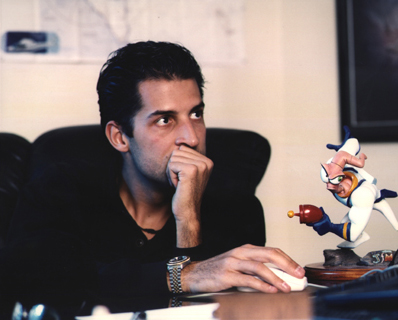
David Perry, leitender Entwickler des Spiels, mit einer Figur Earthworm Jims

- 1995 erschien auch eine Zeichentrickserie zu Jim, der Regenwurm sowie eine Comic-Serie von Marvel.
- Earthworm Jim ist eine spielbare Figur im Videospiel ClayFighter 63⅓, erschienen für das Nintendo 64.
- Im Spiel Battle Arena Toshinden ist Jim ein geheimer Gegner, der per Cheatcode aktiviert werden kann.
- Im Jahr 2000 gab es einen weiteren ironischen Querverweis auf diese Figur im Spiel Sacrifice (ebenfalls von Shiny Entertainment): Dort taucht ein „Gott der Erde“ auf, der die Gestalt eines Wurmes hat und „James“ genannt wird.

## Weblink
- Earthworm Jim bei MobyGames (englisch)